# 科斯特爾 (西北省)
科斯特爾是南非的城鎮，位於該國西北部，由西北省負責管轄，距離馬加利斯堡72公里，始建於1913年，面積5.9平方公里，2001年人口2,141，人口密度每平方公里360人。